# 달리는 라디오 (강원)
안하늬의 달리는 라디오는 TBN 강원교통방송(원주 FM 105.9MHz, 춘천 FM 103.7MHz, 강릉 FM 105.5MHz, 양양 FM 95.1MHz, 동해 FM 95.3MHz, 평창 FM 89.3MHz)에서 평일 저녁 6시 5분부터 저녁 7시 55분까지 방송되는 강원권 지역의 퇴근길 라디오 프로그램이다.

## 코너소개

### 매일 코너
- 쓱~ 쏙! 챙겨드림 - 오늘 하루 정보를 쓱~ 알기 쉽게 쏙! 챙겨드립니다! (김효정 아나운서)
- 오늘의 안전, 강원 119 - 강원소방본부에서 전하는 오늘의 안전사고와 안전상식 (고주희 소방관)
- 퇴근길 생생 교통정보 - 퇴근길 교통정보! 지역 방송통신원이 발빠르게 전해드립니다 (원주, 춘천, 강릉 방송통신원 순환 출연)
- 하늬의 오락실 - 교통, 고향사랑, 음악, 상식 퀴즈 부터 밸런스게임 까지! 다채로운 청취자 참여 코너

## 요일 코너

### 월요일
- 강원먹기행 : 무해한 강원의 멋과 맛을 느낄 수 있는 시간 (방송인 윤지현)
- 내일의 나에게 : 한 주를 시작하는 월요일! 어제의 나는 지우고 새로운 나를 위해 응원하는 시간

### 화요일
- 이슈! Car톡 (격주) : 지금 핫한 국내외 자동차 이슈를 콕 찝어 정리하는 시간(데일리한국 안효문 기자)
- 쓰담쓰담 마음상담소(격주) : 부부, 자녀, 친구관계 그리고 회사생활까지! 일상 속 고민 함께 솔루션 찾기(원주 싯딤나무 상담소 강은선 소장)
- 하늬의 일기 : 일곱살 하늬의 시선에서 바라본 우리네 살아가는 이야기

### 수요일
- 스포츠가 좋아 : 한 주 간의 스포츠 소식 유쾌하게 풀어내기 (최동호 스포츠평론가)
- 730 교통리포트 : 그 때 그 교통사고는 왜 일어났을까? 사고상황을 재구성해보는 시간

### 목요일
- 법으로 보는 교통 : 어려운 법률상식 알기쉽게 해석하고 교통안전도 챙기는 시간 (법무법인 청목 김희성 변호사)
- 모두 다 올~라잇! : 오라이~아니죠! 올라잇~ 맞습니다! 성은 안이요, 이름은 내향이라~ 버스 타고 전하는 감자골 굿-뉴스

### 금요일
- 선곡해결사 : 사연 속 딱 들어맞는 선곡은? 속풀이송 추천해드립니다! (가페라 가수 이한)
- 우리강원 교통사고 Zero챌린지 : 우리동네 교통사고 잦은 곳은 어디? 사고 다발지점 알고 경각심 갖자!